# Bouillie bordelaise

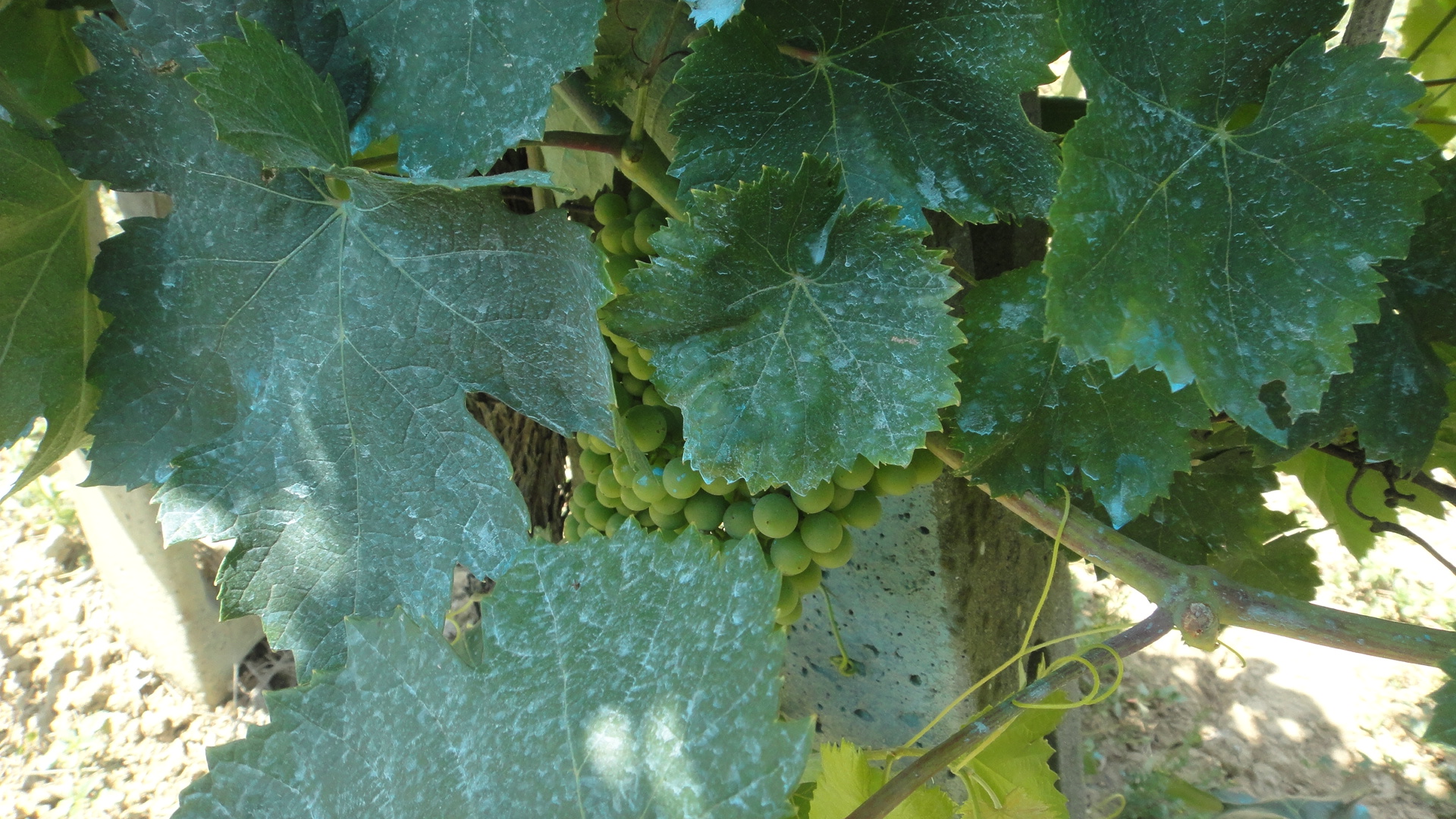
Bouillie bordelaise sur des feuilles de vigne. Sous l'action de l'eau, du CO_{2} et des sécrétions de la plante, le cuivre de ce fongicide est solubilisé très lentement.

La bouillie bordelaise est un fongicide de synthèse fabriqué à base de sulfate de cuivre(II) et d'oxyde de calcium (chaux). Elle est, depuis longtemps, principalement utilisée pour protéger la vigne, certains arbres fruitiers et quelques solanacées (pomme de terre et tomate) contre le mildiou. En cas de dose trop importante, elle peut affecter négativement le métabolisme de la plupart des organismes vivants (animaux, micro-organismes et plantes, terrestres et aquatiques).

## Histoire

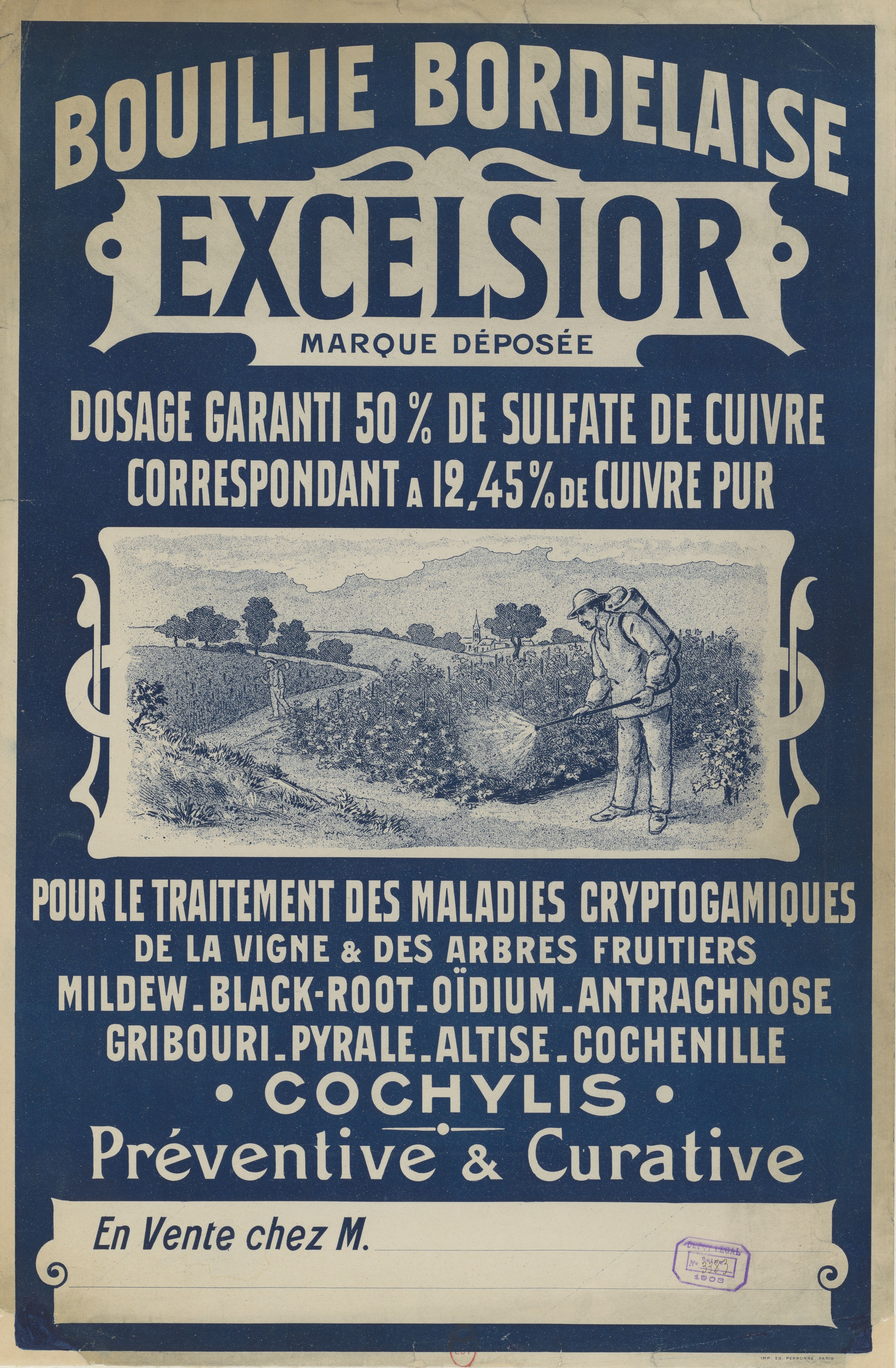
Affiche de 1903.

La bouillie bordelaise trouve son origine dans une préparation destinée à donner un mauvais goût au raisin afin d'en empêcher le chapardage. C'est un mélange d'eau, de sulfate de cuivre et de chaux. Elle se présente comme une bouillie claire bleu verdâtre, pulvérisée sur les feuilles et fruits de la vigne ou sur les feuilles de pomme de terre. C'est un traitement préventif contre le mildiou utilisé dans les vignobles européens depuis 1885 (Gianessi et Williams, 2011[réf. incomplète] ; Baligar et coll., 1998[réf. incomplète]) et qui depuis a souvent conduit à des accumulation conséquentes voire écotoxiques de cuivre dans les sols de vignobles ou dans les zones humides. à leur aval.
Le mildiou est une fausse moisissure qui attaque les organes de la vigne, surtout les feuilles et les raisins. Il fut constaté pour la première fois dans le sud-ouest de la France en 1878, sans que les vignerons et scientifiques trouvent rapidement un remède. Ce n'est que fortuitement que l'un des scientifiques, Alexis Millardet, conforta ses recherches déjà avancées à la découverte du remède. Alexis Millardet, professeur de botanique à la faculté des sciences de Bordeaux, au cours d'une sortie en Médoc en octobre 1882 fut étonné de la belle tenue des vignes en bordure de la route, au château Ducru-Beaucaillou à Saint-Julien-Beychevelle (Médoc), chez Nathaniel Johnston.
Il s'ouvrit de cette observation au régisseur du domaine, Ernest David (1845-1932), qui lui apprit qu'en Médoc on avait pris l'habitude de répandre un mélange de sulfate de cuivre et de chaux sur les ceps de vigne en bordure des routes pour dissuader les maraudeurs qui volaient les raisins.
Alexis Millardet essayait chez lui des solutions contre le mildiou, sur quelques pieds de vigne, pour en observer le développement. Avec son ami Ulysse Gayon, professeur de chimie à la faculté des sciences de Bordeaux, de nombreuses expériences en laboratoire furent appliquées sur le terrain. Ils eurent l'autorisation de travailler sur les vignes du château Ducru-Beaucaillou à Saint-Julien et du château Dauzac à Labarde, appartenant tous deux au négociant Nathaniel Johnston. Les deux propriétés étaient régies par le même homme, Ernest David, qui les aida à mettre en pratique, dans les deux propriétés de Nathaniel Johnston, les solutions qu'ils voulaient tester. Les mêmes expériences eurent lieu au château Langoa chez Monsieur Barton à Saint-Julien, régi par Monsieur Jouet, ancien élève de l'Institut national agronomique de Paris.
Le mélange cuprique (« bouillie bordelaise ») se situait autour de 3 kg de sulfate de cuivre et d'un tiers de chaux vive dans 100 litres d'eau. Les expériences de 1883 à 1885 furent concluantes et en 1886, le mildiou était relativement jugulé.
Il est intéressant de signaler que cette découverte fut également faite par les Bourguignons à la même époque.
Par la suite, des solutions d'oxychlorures de cuivre, d'hydroxyde de cuivre et d'oxydes cuivreux sont utilisées.
À force d'utiliser du cuivre sur les vignes, il finit par s'accumuler sous les pieds de vigne, dans les sols environnants, et en aval là où il est lessivé par les précipitations. En 2018, une grande étude a fait le point sur cette accumulation dans 25 pays de l'Union européenne. Elle s'est basée sur 21 682 échantillons de sols prélevés dans ces pays par l'enquête LUCAS sur la couche arable. Elle montre que :
- dans le sol, la teneur en cuivre provenant de la bouillie bordelaise est corrélée à son usage agricole, mais aussi aux propriétés du sol (pH, texture, carbone organique du sol), au climat, à la géologie[3] ;
- parmi tous les sols, ceux qui sont sous les vignobles sont les plus pollués par le cuivre (jusqu'à 49,3 mg kg−1), mais on en trouve aussi sous les oliveraies (33,5 mg kg−1) et les vergers (27,3 mg kg−1)[3]. Cependant, c'est surtout en aval, dans les zones humides qu'on retrouvera ce cuivre, lessivé par les pluies[3].

## Composition et fabrication

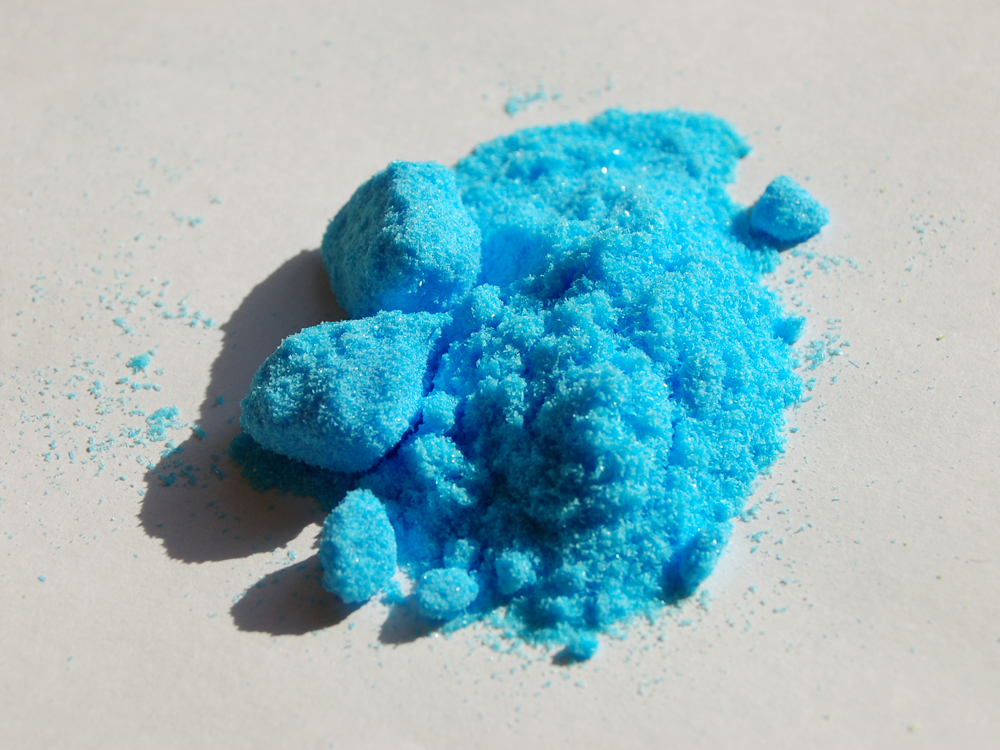
Sulfate de cuivre utilisé pour la préparation de la bouillie bordelaise.

La solution est réalisée en mélangeant une solution de sulfate de cuivre(II) pentahydraté (CuSO4 · 5H2O) avec de l'hydroxyde de calcium (Ca(OH)2) ou de l'oxyde de calcium (CaO). Le sulfate de cuivre est synthétisé à partir d'acide sulfurique (H2SO4) et d'oxyde de cuivre(II) (CuO).
La composition exacte des bouillies bordelaises est souvent difficile à connaître, notamment quand les mélanges sont faits artisanalement, ou parce que différents sels de sulfates de cuivre sont utilisés ; de plus en France les bouillies bordelaises du commerce contiennent 17 à 50 % de cuivre selon les spécialités. Elles sont supposées[réf. nécessaire] contenir environ 20 % de cuivre (exprimé en cuivre métal).
Par exemple pour 200 litres de bouillie/ha, l'apport est d'environ 4 kg/ha de sulfate de cuivre, soit 0,8 kg/ha (800 g/ha) de cuivre métal.
Pour obtenir un meilleur effet mouillant, on y ajoute un tensioactif. Du savon noir naturel peut être utilisé, mais il a des propriétés insecticides pouvant être nocives pour l'environnement.
Elle est souvent vendue sous forme de poudre micronisée mouillable (de couleur bleue), de masse volumique d'environ 0,45 g/ml (± 0,10 g/ml), à ne pas confondre avec d'autres matières actives biocides à base de cuivre tels que l'hydoxychlorure de cuivre(II) (en) (Cu2(OH)3Cl) (souvent appelé oxychlorure de cuivre), l'oxyde cuivreux (Cu2O) ou l'hydroxyde de cuivre(I) (CuOH).

## Principe actif
La bouillie bordelaise exerce son effet par le biais des ions de cuivre(II) (Cu2+) du mélange. Ces ions affectent des enzymes dans les spores des champignons (bénéfiques ou parasites) bloquant leur germination.
Lors de sa pulvérisation, une partie des ions cuivres doivent être actifs (sous forme soluble) pour avoir une efficacité curative immédiate. L'autre partie, plus importante, doit être inactive à cet instant pour avoir un effet retardé et plus ou moins long. Dans le cas contraire, si tous les ions étaient solubilisés, la solution pourrait sur le moment brûler les organes végétaux. La libération lente du cuivre permet une rémanence plus importante et évite donc la phytotoxicité sur les plantes.

## Mode d'emploi

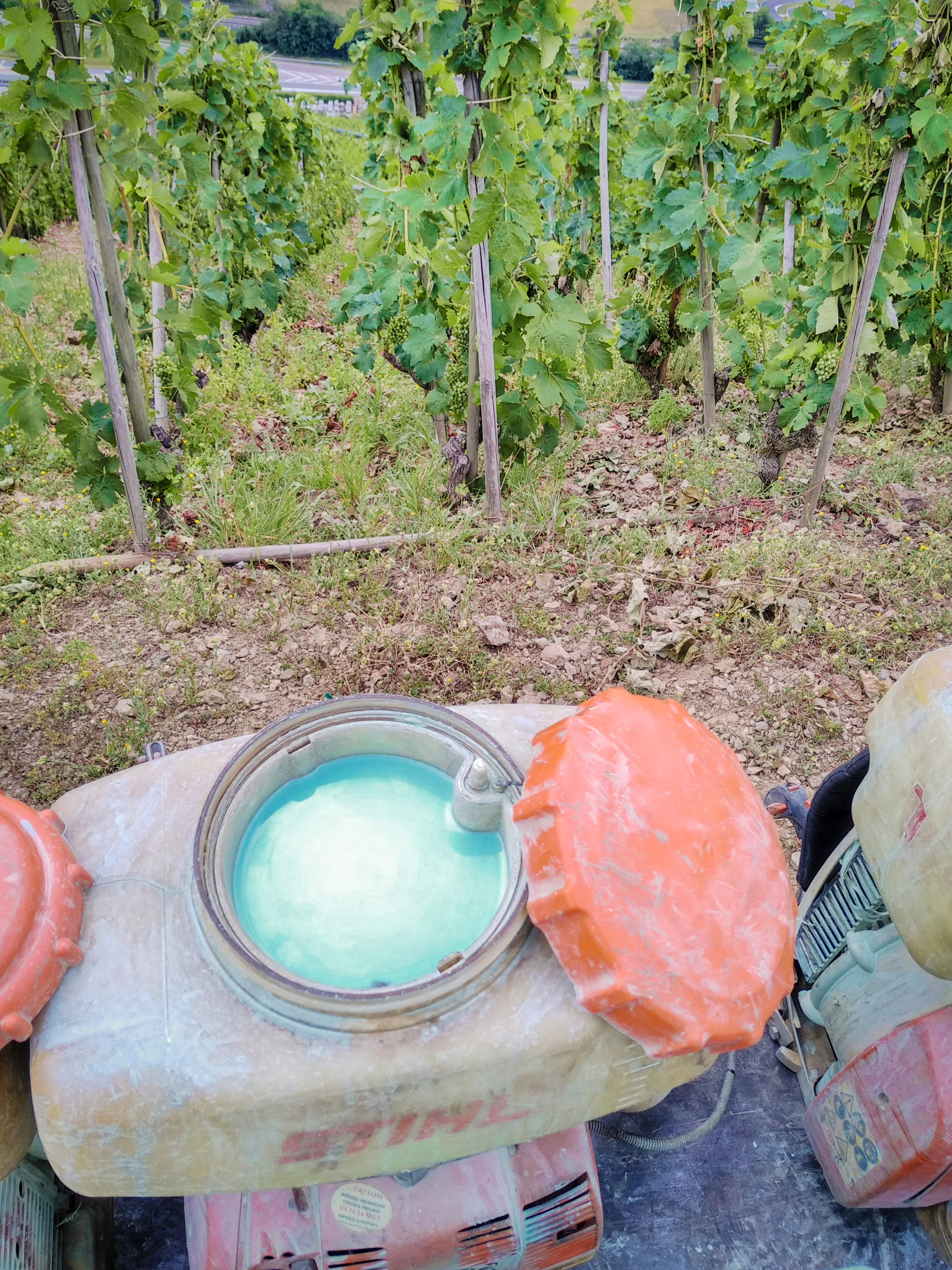
Bouillie bordelaise préparée dans un pulvérisateur pour la viticulture.

Il varie selon le type de plantes traitées.
- En jardin potager sur fruits et légumes, il est conseillé de traiter si nécessaire au plus tous les 15 jours (selon le climat), dès la mi-printemps pour la pomme de terre, la tomate, la vigne, et les fraisiers. Il faut veiller à ne pas traiter les fruits eux-mêmes pour éviter un mauvais goût et un risque d'intoxication.

Les traitements sont seulement préventifs, et doivent donc être réalisés avant la pluie. En effet, ils sont partiellement lessivés par une pluie ou une aspersion de 20 à 40 mm , selon la formulation du produit. Pratiquement, il faut recommencer le traitement dès qu'il a été lessivé.
- Sur rosiers, arbres fruitiers, arbustes à feuillage caduc, on applique parfois un traitement préventif en automne (idéalement juste après la chute des feuilles) ou au tout début du printemps, juste avant l'apparition des premiers bourgeons.

Si l'année ou le contexte sont humides, dans les 2 cas, il est souvent conseillé de renouveler l'opération deux à trois fois (à 15 jours d'intervalle). Ce traitement limitera la formation de champignons nuisibles au printemps. Usage non homologué sur rosier, même si utilisé depuis des décennies (seul le soufre est autorisé pour cette culture).
La bouillie bordelaise ne protège que ce qu'elle couvre. En améliorant l'adhérence du produit en ajoutant un litre de lait écrémé pour 10 litres de bouillie, on constate une meilleure résistance à la pluie, mais ces protéines peuvent aussi nourrir des champignons ou bactéries. On y préfèrera le savon noir ou, plus efficacement, des mouillants à base d'alcool terpénique (résine de pin) qui augmente la rétention, l'étalement et la résistance aux lessivages. Le savon noir a l'avantage et l'inconvénient de tuer indifféremment nuisibles (altises, pucerons, aleurodes…) et auxiliaires (coccinelles, syrphes…).

## Usages

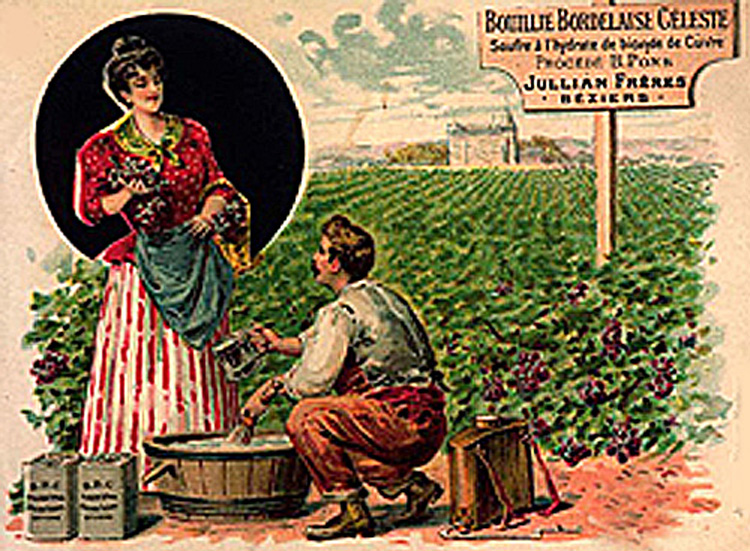
Publicité pour bouillie bordelaise.

Elle est ou a été utilisée sur les arbres fruitiers (pêcher, pommier, abricotier, prunier) avant la floraison et après récolte. En oléiculture, le cuivre est utilisé contre l'œil de paon et parfois contre la bactériose et la fumagine. La bouillie bordelaise s'utilise aussi sur la pomme de terre, tomate, vigne, fraisiers, et bien d'autres plantes, pour :
- à l'origine, protéger les vignes du mildiou, à la suite des observations faites par des viticulteurs qui traitaient leurs vignes au « vitriol », afin de décourager les voleurs de raisins ;
- traiter ou limiter certaines maladies cryptogamiques (cloque du pêcher, mildiou, tavelure, chancre…) ;
- traiter quelques maladies bactériennes (bactérioses…).

La bouillie bordelaise peut également être utilisée dans les WC chimiques pour remplacer avantageusement[réf. nécessaire] les produits traditionnellement utilisés (3 doses dans le réservoir à matières).

## Pollution, toxicologie
Le cuivre est un oligo-élément nécessaire à très faible dose chez les mammifères, mais devient toxique au delà, avec pour l'homme, des effets aigus à partir de 0,3 à 1,4 g/kg de poids corporel (toxicité variant selon les spécialités, le sulfate de cuivre étant le plus toxique),,,,.
La conjonctivite représente 24 % des symptômes recensés ; 
Irritant par contact, les effets les plus douloureux ou impressionnants concernent les yeux, mais ce sont les muqueuses et la peau qui sont les plus couramment touchés (dermites ou eczéma (syndrome) constituent jusqu'à 80 % des cas recensés), devant les problèmes respiratoires et irritations nasales. Pour toutes ces raisons, ce produit est étiqueté « Xi » : produit irritant pour les yeux et par contact avec la peau (irritation oculaire démontrée en laboratoire sur le lapin).
Toxique par inhalation. En 1975, chez les ouvriers viticulteurs portugais manipulant la bouillie bordelaise, on a décrit un syndrome pulmonaire dit Vineyard Sprayers' Lungune pneumopathie interstitielle (parfois fibrosante), caractérisée par l'apparition de granulomes histiocytaires et de nodules fibrohyalins contenant du cuivre. Ces patients présentent un risque fortement accru d'adénocarcinomes (surtout des carcinomes des cellules alvéolaires), avec parfois aussi des lésions hépatiques (fibrose, cirrhose micronodulaire, angiosarcome) et une hypertension portale,. On a aussi trouvé du cuivre dans les macrophages prélevés dans les expectorations d'ouvriers chargés de pulvériser la bouillie bordelaise sur la vigne,.
Sans être très toxique par ingestion accidentelle de faible dose telle qu'elle est préparée, la bouillie bordelaise est un produit toxique, voire très toxique quand elle est inhalée :
- DL50 aiguë orale (rat) DL50 > 2 g/kg (Pour comparaison : DL50 oral du glyphosate est de 1,6 g/kg et DL50 de la caféine est de 0,2 g/kg) ;
- DL50 aiguë dermique (lapin) DL50 > 2 g/kg ;
- CL50 aiguë inhalation 4 h (rat) CL50 4,04 mg/kg ;

Les risques liés à l'inhalation ne semblent pas avoir été très étudiés chez l'homme, mais l'OMS relève qu'une exposition chronique à des aérosols ou vapeurs de « bouillie bordelaise », chez des salariés agricoles, induit une augmentation de l'absorption et de l'accumulation de cuivre dans l'organisme.

### Sécurité, soins à la suite d'un contact accidentel ou d'une intoxication
- Le contact avec les yeux et la peau doit être évité (risque de lésions oculaires graves)[21],[22] ; en cas de contact accidentel avec l'oeil, laver immédiatement et abondamment à l'eau, puis consulter un spécialiste[21]. 
En cas de contact avec la peau, laver abondamment à l'eau et au savon et contacter un médecin en cas d'irritation persistante[21].
- En cas d'inhalation, conduire le patient à l'air frais et contacter un médecin.
- En cas d'ingestion et d'intoxication aiguë, le médecin contacté pourra éventuellement utiliser un chélateur adapté aux sels de cuivre (D-pénicillamine par exemple)[21].

Si le produit est accidentellement répandu en quantités importantes, informer immédiatement les autorités compétentes. Dans tous les cas, chercher à l'absorber (par épandage de sable sec, de terre…) 
Empêcher le ruissellement de contaminer les eaux de surface, la nappe phréatique ou les réseaux d'eaux usées. Les emballages et matériaux de contention doivent être détruits par un professionnel agréé.

### Conseils de prudence
Ils doivent figurer sur l'étiquetage :
- S2 : Conserver hors de la portée des enfants ;
- S13 : Conserver à l'écart des aliments et boissons y compris ceux pour animaux ;
- S20/21 : Ne pas manger, ne pas boire et ne pas fumer pendant l'utilisation ;
- S 8/9/49 : Conserver uniquement dans son emballage d'origine, dans un local bien ventilé à l'abri de l'humidité ;
- S24/S25 : Éviter le contact avec la peau et les yeux ;
- S26 : En cas de contact avec les yeux laver abondamment avec de l'eau et consulter un spécialiste.

Le produit ne doit pas être exposé à plus de 140 °C (au-delà, il se décompose). Le produit n'est pas inflammable, mais il peut notamment produire du CuO H20[Quoi ?].

### Toxicologie
L'usage de la bouillie bordelaise s'est banalisé dans le maraîchage et surtout en viticulture depuis le début du XXe siècle. Cet usage banalisé (comme celui du cuivre) explique qu'il n'a pas fait l'objet des études d'impact et de sécurité obligatoires pour les pesticides modernes. Sa toxicité est paradoxalement encore mal cernée.
Elle est étiquetée comme produit « dangereux pour les organismes aquatiques » avec l'étiquette de danger « Xi » (phrases risque n° 36).
L'étude ESTEBAN montre que chez les enfants, la consommation plus fréquente de légumes issus de l'agriculture biologique est associée à une augmentation des concentrations urinaires en cuivre.
Pour rappel : manquer de cuivre cause des maladies graves dont l’anémie et la neutropénie, mais, inversement, un excès de cuivre peut causer des maladies du foie, des effets neurologiques et la maladie d’Alzheimer rappelaient Uriu-Adams et Keen en 2005.

### Écotoxicologie

#### Accumulation

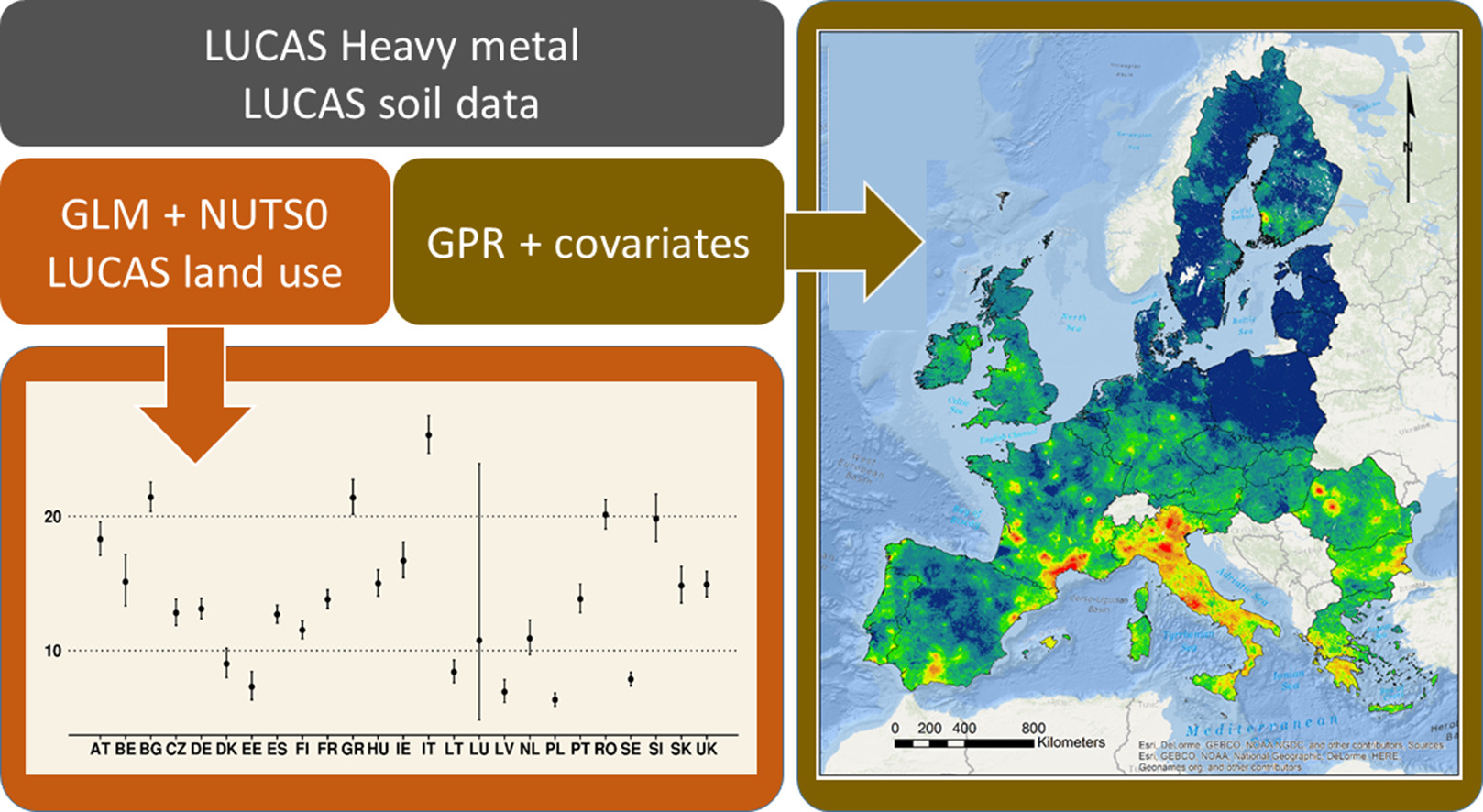
Avec le temps, le cuivre, qui est aussi un polluant, finit par s'accumuler là où la bouillie est utilisée en quantité ou de manière chroniquement répétée (parfois depuis plus de 100 ans). La carte montre le taux de cuivre dans les sols arables de l'Union européenne (25 pays), à partir de 21 682 échantillons de sols. Les sols de certaines vignes françaises et de toutes les vignes italiennes sont particulièrement touchés par l'accumulation de cuivre.

Diverses études ont montré qu'on retrouve beaucoup plus de cuivre dans les sols agricoles qu'en forêt.
Tout usage répété de la bouillie bordelaise (ou d'autre produit à base de cuivre) conduit à une accumulation de cuivre dans le sol, car ce métal lourd ne se dégrade pas, et est peu mobile dans le sol (hormis en milieu acide).
L'INRA a trouvé dans plusieurs régions françaises et pays du monde, plus de 200 mg de cuivre par kg de sol (sa teneur naturelle variant de 2 à 60 mg/kg). Ces taux sont toxiques pour la plupart des micro-organismes du sol, pour les algues et pour la vigne elle-même ainsi que pour les animaux terrestres et aquatiques. Le cuivre peut notamment tuer les vers de terre qui jouent un rôle important dans l'entretien et la qualité du sol. De même inhibe-t-il l'activité de nombreuses bactéries et champignons utiles comme auxiliaires de l'agriculture.
Le cuivre est sujet à la bioturbation dans les agrosystèmes où il est utilisé. En s'accumulant dans les sols et sédiments, il finit par atteindre des niveaux de toxicité suffisant à tuer des moutons pâturant aux pieds de vignobles français traités depuis plusieurs décennies. Si le vignoble français ancien continuait à recevoir les mêmes doses de cuivre, le seuil toxique y serait atteint pour les mammifères en quelques décennies. 
La cinétique du cuivre dans le sol varie beaucoup et de manière parfois complexe, sa teneur en humus (selon le taux et la qualité de la matière organique…) son pH (le cuivre est beaucoup plus mobile et toxique dans un sol acide), l'humidité du sol, et la circulation de l'eau.

#### Reprotoxicité
En 1988, Holland et White ont montré in vitro que l'inhalation par le rat d'un aérosol de chlorure de cuivre, conduisait à une délétion de la spermatogenèse (apparition d'une immobilisation irréversible du sperme) et à une diminution du poids testiculaire, ainsi qu'à une chute des hormones sexuelles après 4 mois d'exposition à 19,6 mg/m3 de cuivre (Gabuchyan, 1987). Ces auteurs et d'autres estiment que c'est la reprotoxicité du cuivre qui pourrait expliquer l'efficacité contraceptive des stérilets de cuivre.
Voir aussi le rapport de l'INERIS sur le cuivre.

#### Phytotoxicité
Le cuivre est, même à très faible dose, hautement toxique pour les mousses, lichens et algues (ce seuil de toxicité de 15 à 30 mg de cuivre / kg de sol selon les espèces.
En viticulture, son utilisation pendant la période floraison - nouaison est à proscrire, car elle provoque la coulure.
Là où le cuivre est utilisé de manière chronique il finit par devenir toxique pour les plantes que l'on voulait protéger. Une étude a par exemple montré qu'au delà d'un certain seuil dans le sol, la biomasse de tomates produites diminue fortement, mais avec de forte différences selon le type de sol : le cuivre se montre bien plus toxique pour la tomate dans les sols à faible teneur en matière organique et en argile. Et il se montre également toxique pour le pied de tomate dans un sol aux propriétés favorables, si l'on est aussi en présence d'une certaine salinité.

#### Biodisponibilité
La biodisponibilité du Cu dépend de son état. Sous forme d'ion libre, il ne pénètre que lentement les organismes, mais sous certaines formes (organique ou inorganique) complexées (par exemple, quand il se lie au diéthylthiocarbamate ou DDC), il devient très lipophile, ce qui lui permet de pénétrer les organismes et de s'accumuler dans les membranes plasmiques. 
Il peut ainsi être bioaccumulé, notamment par les bryophytes ou dans l'eau par le périphyton.L
Laetitia Anatole-Monnier (thèse, 2014) a montré, pour la vigne, que le taux de cuivre biodisponible du sol « dépend surtout de la teneur total en cuivre (qui résulte de l’historique parcellaire) mais aussi des teneurs en carbone total et en particules fines du sol. L’absorption du cuivre et son transfert vers les parties aériennes varient selon les cépages. Lorsque la contamination cuprique augmente, les interactions vigne-bio-agresseurs sont modifiées : si les effets semblent négatifs pour Scaphoideus titanus et Plasmopara viticola, la contamination cuprique semble favorable au développement de Neofusicoccum Parvum ».

## Législation
En France, la bouillie bordelaise est autorisée en agriculture biologique certifiée, assortie de limites quant à la quantité maximale de cuivre apportée sur une période et une surface données.
Comme pour tous les pesticides, le réemploi de l'emballage est interdit. L'applicateur doit le rincer à plusieurs reprises en conservant les eaux de rinçage pour les mélanger à la bouillie, puis rendre l'emballage inutilisable en le trouant avant de l'éliminer selon la législation en vigueur (certaines coopératives le prennent en charge).
Un « Certificat individuel produits phytopharmaceutiques » (« Certiphyto », document nominatif attestant de connaissances suffisantes pour utiliser les produits phytopharmaceutiques en sécurité et en réduire l’usage) est obligatoire pour les professionnels utilisant des pesticides (cf. Plan « Écophyto », lancé en 2008 qui peine à s'approcher de ses objectifs).

### Doses et concentrations
Le taux de cuivre total annuel par hectare est réglementé, par moyenne sur une période donnée.
- Jusqu'au 31 décembre 2005, il ne faut pas dépasser 8 kilogrammes de cuivre par hectare sur les cultures pérennes ;
- Depuis le 1er janvier 2006, il ne faut plus dépasser 6 kg/ha/an, calculés sur la moyenne de 5 années consécutives. Soit l'équivalent de deux traitements avec une bouillie concentrée à 20 % de cuivre métal, 12,5 kg/ha correspondant à 2,5 kg de cuivre métal par traitement.
- À partir du 1er février 2019, la limite est de 4 kg/ha/an en moyenne mobile sur 7 ans consécutifs[37]. Ces nouvelles restrictions inquiètent la filière de viticulture biologique.

En Europe, pour les cultures pérennes, comme la vigne, les États membres peuvent porter par dérogation la dose maximale jusqu'à 38 kilogrammes de cuivre par hectare répartis sur 5 ans (jusqu'au 31 décembre 2006). Cette limite maximale est en discussion pour être diminuée à 4 kg/ha/an.

### Délais après traitement
Le délai avant récolte de la production est de 21 jours et le délai avant l'entrée dans la parcelle ou le contact avec la plante varie de 6 heures à 48 heures selon les spécialités commerciales.

## Surdosages
En France, des études effectuées de 2004 à 2006, encadrées par les professionnels de l'oléiculture  ont montré que diviser les doses par deux n'affectait pas l'efficacité du traitement.

## Effets des résidus sur les cultures
Dans les moûts destinés à la vinification, la présence en excès de cuivre est toxique pour les levures à l'origine de la fermentation alcoolique.
Sur le sauvignon blanc, le cuivre est néfaste pour les arômes variétaux dont le précurseur est une molécule soufrée. Un effet du même type est suspecté sur le vin rosé avec l'identification récente d'un précurseur aromatique (3-mercapto-hexanol ou 3 MH), qui est aussi un composé soufré.